# Khaled ben Abdel Rahmane al-Hussaïnane
Khaled ben Abdel Rahmane al-Hussaïnane (vers 1965 - 6 décembre 2012), également connu sous les noms de Cheikh Khaled al-Hussaïnane et de Abou Zaïd al-Kuwaïti, est un chef islamiste originaire du Koweït et l'un des principaux idéologues de la nébuleuse terroriste Al-Qaïda au Pakistan. Certaines sources le présentaient comme le successeur d'Abu Yahya al-Libi et comme l'un des candidats potentiels à la succession d'Ayman al-Zawahiri, leader d'Al-Qaïda.

## Biographie
Il naît au Koweït, probablement vers 1965 ou 1966.
Ancien imam, il quitte son pays d'origine pour la région frontalière entre l'Afghanistan et le Pakistan et devient l'un des plus importants théologiens et porte-paroles de la nébuleuse terroriste Al-Qaïda. Réfugié dans les zones tribales au Nord-Waziristan, il apparaît dans de nombreuses vidéos à caractère propagandistes à partir d'août 2009. Il est également chargé de l'endoctrinement de militants.
Après le décès d'Abu Yahya al-Libi le 4 juin 2012 dans l'attaque d'un drone américain, Abou Zaïd al-Kowaïti est présenté comme son successeur présumé, ce qui ferait de lui le nouveau no 2 d'Al-Qaïda, ce qui n'est pas prouvé. Certains spécialistes de la lutte contre le terrorisme le désignent comme un "chef de la seconde génération d'Al-Qaïda" qui aurait pu prétendre à remplacer Ayman al-Zawahiri à la tête de la direction centrale de la nébuleuse.

## Décès
Abou Zaïd al-Koweïti est mort le 6 décembre 2012 dans une frappe de drone américain perpétrée près de Mir Ali au Nord-Waziristan. Son décès a été annoncé par des militants et confirmé par Islamabad,.
Bien qu'il ait été présenté comme l'un des probables héritiers d'Ayman al-Zawahiri, les services de renseignements pakistanais rapportent qu'un militant connu sous le nom d'Abdur Rehman al-Maghbiri serait le plus susceptible de prendre sa succession.